# Generalni sekretar Delavske partije Koreje
Generalni sekretar Delavske partije Koreje (korejsko 조선로동당 총비서) je vodja Delavske partije Koreje, ki je vodilna stranka v Severni Koreji, ter hkrati tudi vodja Severne Koreje. Vodjo izvoli partijski kongres, ta pa si, skupaj s Centralnim komitejem, pridržuje pravico, da nastavlja in odstavlja generalne sekretarje. Generalni sekretar je ex officio predsednik Centralne vojaške komisije Delavske partije Koreje in vodi delo Sekretariata Delavske partije Koreje. Sekretarju pripada tudi članstvo v Prezidiju politbiroja Delavske partije Koreje in samem Politbiroju. 
Kot prvi je bil na to funkcijo izvoljen Pak Hong-jon leta 1945 ob ustanovitvi Komunistične partije Koreje. Od 11. aprila 2012 to funkcijo zaseda Kim Džong-un. 